# Fritz Schmidt (Hockeyspieler)
Fritz „Schimmi“ Schmidt (* 19. März 1943 in Mainz; † 12. August 2024 in Rüsselsheim) war ein deutscher Hockeyspieler und Olympiasieger.

## Leben
Fritz Schmidt spielte beim Rüsselsheimer RK. Der Mittelfeldspieler wurde 1968, 1971, 1975, 1977 und 1978 Deutscher Meister im Feldhockey, 1973, 1976 und 1979 gewann er den Titel im Hallenhockey. Damit war er bei allen diesen Rüsselsheimer Meisterschaftserfolgen als Spielertrainer dabei, denn schon seit 1966 wirkte er in Rüsselsheim als Spielertrainer. Nach dem Ende seiner Spielerlaufbahn war er von 1983 bis 1985 noch als Trainer tätig.
1963 debütierte er in der deutschen Hockeynationalmannschaft. Bei den Olympischen Spielen 1968 wurde er mit der Mannschaft Vierter. 1970 gewann er bei der ersten Europameisterschaft den Titel. Bei der ersten Feldhockey-Weltmeisterschaft, die 1971 in Pakistan stattfand, belegte Schmidt mit der deutschen Meisterschaft den fünften Platz. Bei den Olympischen Spielen 1972 in München wurde Schmidt wegen einer gebrochenen Hand nur in einem Vorrundenspiel eingesetzt, aber ebenfalls mit olympischem Gold ausgezeichnet.
Nach den Olympischen Spielen wurde Schmidt wieder Stammspieler und als Nachfolger von Carsten Keller auch Kapitän. In diesen Jahren war die deutsche Hockeymannschaft recht erfolgreich. Der Bronzemedaille bei der Weltmeisterschaft 1973 folgte der Halleneuropameistertitel 1974 und der Vizeeuropameistertitel 1974 im Feldhockey. Bei der Weltmeisterschaft 1975 gewann die deutsche Mannschaft erneut Bronze. 1976 siegte das Team erneut bei der Halleneuropameisterschaft. Eher enttäuschend verliefen die Olympischen Spiele 1976, die deutsche Mannschaft belegte nur den fünften Platz. Im Februar 1977 verabschiedete er sich nach 146 Länderspielen zusammen mit Dieter Freise, Michael Krause und Wolfgang Rott aus der deutschen Nationalmannschaft.
1971 wurde Fritz Schmidt mit dem Silbernen Lorbeerblatt, der höchsten sportlichen Auszeichnung in Deutschland, und im Jahr 1979 mit der Paul-Reinberg-Plakette des Deutschen Hockey-Bundes ausgezeichnet.
Der gelernte Bäcker- und Konditormeister führte über Jahrzehnte sein eigenes Geschäft mit Backstube in Rüsselsheim, im Lauf der Jahre kamen mehrere Filialen hinzu. Bäckerei und Filialen hat er im Jahr 2003 aufgegeben und sich in einen aktiven Ruhestand verabschiedet, in dem das Restaurieren von alten Autos, insbesondere aber der Golfsport (niedriges einstelliges Handicap) einen großen Teil seiner Zeit einnimmt.
Fritz Schmidt starb nach längerer Krankheit am 12. August 2024 im Alter von 81 Jahren in Rüsselsheim.